# Phare de Macduff
Le phare de Macduff est un phare construit au bout de la jetée du port de Macduff, en baie de Banff dans l'ancien comté d'Aberdeenshire (maintenant intégré dans le Grampian, au nord-est de l'Écosse. Il est géré par l'autorité portuaire locale d'Aberdeenshire.

## Histoire
La construction du port de Macduff a commencé dans les années 1770. Le port est resté la propriété de la famille Duff jusqu'à 1898, date à laquelle il a été transféré au Conseil municipal de Macduff.
Ce petit phare de port a été construit en 1905. C'est une tour ronde de 11 m de haut, érigée au bout du brise-lames abritant le bassin du port de Macduff. Il possède une galerie avec lanterne, l'édifice est entièrement blanc.
Il émet, à 12 m au-dessus du niveau de la mer, deux flashs toutes les 6 secondes, blancs, rouges ou verts selon des secteurs. Il possède aussi une corne de brume donnant 2 explosions toutes les 20 secondes.
Identifiant : ARLHS : SCO-272 - Amirauté : A3348 - NGA : 2812.

### Lien connexe
- Liste des phares en Écosse